# شهرستان بری (میزوری)
شهرستان بری، میزوری (به انگلیسی: Barry County, Missouri) یک سکونتگاه مسکونی در ایالات متحده آمریکا است که در میزوری واقع شده‌است.